# Thurn und Taxis (joc)
|  | Aquest article tracta sobre el joc de taula. Vegeu-ne altres significats a «Casa de Thurn und Taxis». |

Thurn und Taxis és un joc de tauler d'estil europeu creat per Karen Seyfarth i Andreas Seyfarth i guanyador de l'Spiel des Jahres de l'any 2006. Els jugadors representen gestors de rutes de correu i oficines postals a la Baviera del segle xvi, emulant la família Thurn und Taxis, que creà una de les primeres xarxes privades de correus i diligències.
S'han creat tres ampliacions del joc: Thurn und Taxis: Der Kurier der Fürstin («Thurn und Taxis: el correu de la princesa»), que afegeix alguns elements nous, Thurn und Taxis: Glanz un Gloria («Thurn und Taxis: poder i glòria»), que afegeix noves rutes de correu per Europa, i Alle Wege führen nach Rom (Tots els camins porten a roma), que afegeix nous elements i rutes per Europa.